# Le Breuil-sous-Argenton

Le Breuil-sous-Argenton este o comună în departamentul Deux-Sèvres, Franța. În 2009 avea o populație de 422 de locuitori.